# Sjoerd Hoekstra
Sjoerd Evert (Sjoerd) Hoekstra (Leiden, 27 juli 1959) is een voormalige Nederlandse roeier. Hij vertegenwoordigde Nederland bij verschillende grote internationale wedstrijden. Eenmaal nam hij deel aan de Olympische Spelen, maar won bij die gelegenheid geen medailles.
In 1984 maakte hij zijn olympisch debuut op de Olympische Spelen van Los Angeles op het onderdeel twee-zonder-stuurman. In de kleine finale behaalde met zijn roeipartner Joost Adema een tijd van 7.02,62 hetgeen voldoende was voor een zevende plaats.
Zijn beste prestatie van zijn sportieve loopbaan behaalde hij het jaar daarvoor. Op de wereldkampioenschappen roeien 1983 in Luzern won hij een bronzen medaille bij de twee-zonder-stuurman. Op het WK 1984 in Montreal moest hij genoegen nemen met een vierde plaats.
Hoekstra was lid van de studentenroeivereniging Aegir in Groningen. Hij en Adema maakten in 1982 deel uit van de "Oude Vier" van Aegir die de Varsity won. Hoekstra studeerde chemische technologie en werd werkzaam als ingenieur.

## Palmares

### roeien (twee-zonder-stuurman)
- 1982:  WK - 6.45,72
- 1983: 4e WK - 6.41,95
- 1984: 7e OS - 7:02.62

Joost Adema · 
Sjoerd Hoekstra